# Rissoina tongunensis
Rissoina tongunensis is een slakkensoort uit de familie van de Rissoidae. De wetenschappelijke naam van de soort is voor het eerst geldig gepubliceerd in 2008 door W.-D. Chen.